# Ключич-Брдо
Ключич-Брдо (хорв. Ključić Brdo) — населений пункт у Хорватії, у Загребській жупанії у складі міста Велика Гориця.

## Населення
Населення за даними перепису 2011 року становило 214 осіб.
Динаміка чисельності населення поселення:

## Клімат
Середня річна температура становить 10,58 °C, середня максимальна – 24,60 °C, а середня мінімальна – -5,60 °C. Середня річна кількість опадів – 946 мм.
| Клімат поселення                              | Клімат поселення | Клімат поселення | Клімат поселення | Клімат поселення | Клімат поселення | Клімат поселення | Клімат поселення | Клімат поселення | Клімат поселення | Клімат поселення | Клімат поселення | Клімат поселення | Клімат поселення |
| Показник                                      | Січ.             | Лют.             | Бер.             | Квіт.            | Трав.            | Черв.            | Лип.             | Серп.            | Вер.             | Жовт.            | Лист.            | Груд.            |                  |
| Середній максимум, °C                         | 6,78             | 8,41             | 12,61            | 16,88            | 21,52            | 24,60            | 23,40            | 22,86            | 19,19            | 14,24            | 8,58             | 4,77             |                  |
| Середня температура, °C                       | 0,59             | 2,22             | 6,42             | 10,70            | 15,33            | 18,43            | 20,13            | 19,57            | 15,90            | 10,94            | 5,30             | 1,48             |                  |
| Середній мінімум, °C                          | −5,6             | −3,97            | 0,22             | 4,51             | 9,15             | 12,23            | 16,82            | 16,27            | 12,60            | 7,63             | 1,99             | −1,83            |                  |
| Норма опадів, мм                              | 56               | 54               | 64               | 74               | 80               | 96               | 86               | 91               | 89               | 91               | 94               | 71               |                  |
| Середньомісячна швидкість вітру, м/с          | 1.77             | 1.90             | 2.30             | 2.20             | 2.02             | 1.86             | 1.80             | 1.70             | 1.66             | 1.70             | 1.80             | 1.80             |                  |
| Середньомісячна сонячна радіація, кДж/м²·день | 4243             | 6945             | 10556            | 15024            | 19261            | 21091            | 22195            | 19389            | 14258            | 8822             | 4688             | 3408             |                  |
| --------------------------------------------- | ---------------- | ---------------- | ---------------- | ---------------- | ---------------- | ---------------- | ---------------- | ---------------- | ---------------- | ---------------- | ---------------- | ---------------- | ---------------- |
| Джерело:                                      |                  |                  |                  |                  |                  |                  |                  |                  |                  |                  |                  |                  |                  |